# Marcus Fjellström
Marcus Fjellström, född 3 november 1979 i Luleå, död 3 september 2017 i Berlin, var en svensk tonsättare och multimediakonstnär.

## Biografi
Marcus Fjellström studerade komposition för Jan Ferm och Jan Sandström och tog sin diplomexamen i komposition vid Musikhögskolan i Piteå 2005. Från 2008 var han främst verksam i gränslandet mellan nutida klassisk musik, elektronisk musik och videokonst, skrev audiovisuella verk för bland andra Norrbotten NEO, Pärlor för Svin och Sinfonietta Cracovia.
Bland Fjellströms internationellt mest framförda verk kan nämnas det audiovisuella verket Odboy & Erordog Suite för kvartetten Pärlor för Svin, som bland annat framförts på Rotterdams Internationella Filmfestival (official selection), Deanimator för horn och EAM, skrivet för hornsolisten Sören Hermansson, och Silver Mansion Trauma för slagverk och elektronik.
Marcus Fjellström tilldelades Rubus Arcticus-stipendiet 2013.

## Verk i urval

### Orkesterverk
- And They Sigh One Unto the Other för symfoniorkester (2000)
- Berenice för sopran, stråkkvartett och stråkorkester till text av Edgar Allan Poe (2003)
- Giger Conceptions för symfoniorkester (2004)
- Infallible för kammarorkester (2004)
- Degenerator för kammarorkester (2006)
- Lichtspiel Mutation 1: Whitechapel för stråkorkester, EAM och video (2010)
- Again (”Zero Visibility Suite”) för symfoniorkester, EAM och dans (2012)

### Kammarmusik och EAM
- Campane morti e acqua crescente, 4-kanals EAM (2001)
- Silver Mansion Trauma för slagverk och EAM (2002)
- I, Vulgarian för kammarensemble och EAM (2004)
- Doloroso för 16-stämmig blandad kör (2007)
- House of False Things för kammarensemble och EAM (2007)
- Deanimator för horn och EAM (2009)
- Odboy & Erordog Suite för flöjt, piano, violin, cello, EAM och video (2009–12)
- Imaginarium för kammarensemble, EAM, video (2011)
- Alchemist Dances för slagverk, EAM, video (2012)
- Klavierbuch #1 för digitalt piano, dator och video, EAM (2014)
- Boris Christ, kammaropera i tre akter med libretto av Daniel Pedersen (2015)

### Multimedia
- Odboy and Erordog, Episode 1 för tecknad film och EAM (2008)
- Lichtspiel Mutations för videoprojektion och musik (2009)
- Odboy and Erordog, Episode 2 för tecknad film, chamber ensemble och EAM (2009)
- Lichtspiel Mutation 1: Whitechapel för stråkorkester, EAM och video (2010)
- Odboy and Erordog, Episode 3 för tecknad film, kammarensemble och EAM (2012)
- Lichtspiel Mutation 2: Alechsis, animation och EAM (2013)

### Samarbeten
- House Without a Door, videoinstallation av Bernd Behr (2006)
- Degenerator, ballet av Gunnlaugur Egilsson (2006)
- Crooked (Orcus) Rot, experimentell animation av David Firth (2008)
- Salad Fingers 9: Letter, tecknad film av David Firth (2011)
- Again, symfoniskt dansverk med koreografi Ina Christel Johannessen (2012)
- The Terror (TV series) (2018)
- Moment, elektronisk musik i samarbete med Patrick Fridh vars artistnamn är Bitley (2021)

## Diskografi
- 2005 – Exercises in Estrangement
- 2006 – Gebrauchsmusik
- 2010 – Schattenspieler
- 2011 – Library Music 1
- 2013 – Epilogue –M–
- 2017 – Skelektikon
- 2021 - Moment (Samarbete med Bitley)